# 惠州广播电视台音乐广播
惠州广播电视台音乐广播是惠州广播电视台旗下的惠州电台开办的一套以音乐为主的广播频率，是惠州市首套专门的音乐广播。

## 简介
- 惠州广播电视台音乐广播于2013年12月12日开始以FM90.7的频率试播，试播期间只有播出音乐以及频道宣传。该频道的正式开播时间为2014年1月8日9时7分。
- 目前频道呼号为“最爱907”。
- 全天播音时间为19小时。[a]节目以音乐为主，资讯为辅。[1]

## 主持人及编辑

### 现任
- 陈博思（兼职）
- 陈冲（兼总监）
- 大雄
- 果儿
- 黄东琳（小琳；兼副总监）
- 李杨婕
- 林丹（编辑）
- 马珂（小珂）
- 七七
- 阮琴（编辑）
- 思达
- 天乐
- 魏晨
- 杨宏洳玉（杨小渔）
- 杨婧
- 易涵
- 周子卿

### 离任
- 白一尘（留学）
- 陈云炼
- 大名（转投交通广播，后离职）
- 李卓然（转投交通广播）
- 徐野
- 颖佳

## 节目表

### 主要节目
- 提示：

1. 括号内为该节目主持人。
2. 本节目表不适用于法定节假日。遇法定节假日则仅安排《音乐导航 快乐相伴》与《音乐久一点》。
3. 本节目表生效日期：2020年1月8日。

|          | 星期一                                                     | 星期二                                                     | 星期三                                                     | 星期四                                                     | 星期五                                                     | 星期六                                  | 星期日                                  |
| -------- | ---------------------------------------------------------- | ---------------------------------------------------------- | ---------------------------------------------------------- | ---------------------------------------------------------- | ---------------------------------------------------------- | --------------------------------------- | --------------------------------------- |
| 6:30     | 音乐早点到                                                 | 音乐早点到                                                 | 音乐早点到                                                 | 音乐早点到                                                 | 音乐早点到                                                 | 音乐fun轻松                             | 音乐fun轻松                             |
| 7:00     | 上班欢乐pai （周一、二：马珂、天乐；周三至五：果儿、天乐） | 上班欢乐pai （周一、二：马珂、天乐；周三至五：果儿、天乐） | 上班欢乐pai （周一、二：马珂、天乐；周三至五：果儿、天乐） | 上班欢乐pai （周一、二：马珂、天乐；周三至五：果儿、天乐） | 上班欢乐pai （周一、二：马珂、天乐；周三至五：果儿、天乐） | 音乐fun轻松                             | 音乐fun轻松                             |
| 8:00     | 上班欢乐pai （周一、二：马珂、天乐；周三至五：果儿、天乐） | 上班欢乐pai （周一、二：马珂、天乐；周三至五：果儿、天乐） | 上班欢乐pai （周一、二：马珂、天乐；周三至五：果儿、天乐） | 上班欢乐pai （周一、二：马珂、天乐；周三至五：果儿、天乐） | 上班欢乐pai （周一、二：马珂、天乐；周三至五：果儿、天乐） | 音乐fun轻松                             | 音乐fun轻松                             |
| 9:00     | 上班欢乐pai （周一、二：马珂、天乐；周三至五：果儿、天乐） | 上班欢乐pai （周一、二：马珂、天乐；周三至五：果儿、天乐） | 上班欢乐pai （周一、二：马珂、天乐；周三至五：果儿、天乐） | 上班欢乐pai （周一、二：马珂、天乐；周三至五：果儿、天乐） | 上班欢乐pai （周一、二：马珂、天乐；周三至五：果儿、天乐） | 周末赖床歌 （周六：杨婕；周日：马珂）   | 周末赖床歌 （周六：杨婕；周日：马珂）   |
| 10:00    | 爱乐之城 （大雄）                                          | 爱乐之城 （大雄）                                          | 爱乐之城 （大雄）                                          | 爱乐之城 （大雄）                                          | 爱乐之城 （大雄）                                          | 周末赖床歌 （周六：杨婕；周日：马珂）   | 周末赖床歌 （周六：杨婕；周日：马珂）   |
| 11:00    | 爱乐之城 （大雄）                                          | 爱乐之城 （大雄）                                          | 爱乐之城 （大雄）                                          | 爱乐之城 （大雄）                                          | 爱乐之城 （大雄）                                          | 周末赖床歌 （周六：杨婕；周日：马珂）   | 周末赖床歌 （周六：杨婕；周日：马珂）   |
| 12:00    | 午后C大调 （杨靖）                                         | 午后C大调 （杨靖）                                         | 午后C大调 （杨靖）                                         | 午后C大调 （杨靖）                                         | 午后C大调 （杨靖）                                         | 最爱流行榜（欧美） （大雄）             | 周末fun轻松（欧美经典）                 |
| 13:00    | 午后C大调 （杨靖）                                         | 午后C大调 （杨靖）                                         | 午后C大调 （杨靖）                                         | 午后C大调 （杨靖）                                         | 午后C大调 （杨靖）                                         | 最爱流行榜（欧美） （大雄）             | 周末fun轻松（欧美经典）                 |
| 14:00    | 公路之歌 （魏晨）                                          | 公路之歌 （魏晨）                                          | 公路之歌 （魏晨）                                          | 公路之歌 （魏晨）                                          | 公路之歌 （魏晨）                                          | 最爱流行榜（华语） （魏晨）             | 周末fun轻松（华语经典）                 |
| 15:00    | 公路之歌 （魏晨）                                          | 公路之歌 （魏晨）                                          | 公路之歌 （魏晨）                                          | 公路之歌 （魏晨）                                          | 公路之歌 （魏晨）                                          | 最爱流行榜（华语） （魏晨）             | 周末fun轻松（华语经典）                 |
| 16:00    | 公路之歌 （魏晨）                                          | 公路之歌 （魏晨）                                          | 公路之歌 （魏晨）                                          | 公路之歌 （魏晨）                                          | 公路之歌 （魏晨）                                          | 最爱流行榜（华语） （魏晨）             | 周末fun轻松（华语经典）                 |
| 17:00    | 下班人来疯 （周子卿、杨小渔）                              | 下班人来疯 （周子卿、杨小渔）                              | 下班人来疯 （周子卿、杨小渔）                              | 下班人来疯 （周子卿、杨小渔）                              | 下班人来疯 （周子卿、杨小渔）                              | 音乐大玩家 （陈博思）                   | 音乐大玩家 （陈博思）                   |
| 18:00    | 下班人来疯 （周子卿、杨小渔）                              | 下班人来疯 （周子卿、杨小渔）                              | 下班人来疯 （周子卿、杨小渔）                              | 下班人来疯 （周子卿、杨小渔）                              | 下班人来疯 （周子卿、杨小渔）                              | 音乐大玩家 （陈博思）                   | 音乐大玩家 （陈博思）                   |
| 19:00    | 闪亮的日子 （杨婕）                                        | 闪亮的日子 （杨婕）                                        | 闪亮的日子 （杨婕）                                        | 闪亮的日子 （杨婕）                                        | 闪亮的日子 （杨婕）                                        | 音乐大玩家 （陈博思）                   | 音乐大玩家 （陈博思）                   |
| 20:00    | 闪亮的日子 （杨婕）                                        | 闪亮的日子 （杨婕）                                        | 闪亮的日子 （杨婕）                                        | 闪亮的日子 （杨婕）                                        | 闪亮的日子 （杨婕）                                        | 音乐大玩家 （陈博思）                   | 音乐大玩家 （陈博思）                   |
| 21:00    | 闪亮的日子 （杨婕）                                        | 闪亮的日子 （杨婕）                                        | 闪亮的日子 （杨婕）                                        | 闪亮的日子 （杨婕）                                        | 闪亮的日子 （杨婕）                                        | 星期音乐会                              | 星期音乐会                              |
| 22:00    | 夜的第七章 （思达）                                        | 夜的第七章 （思达）                                        | 夜的第七章 （思达）                                        | 夜的第七章 （思达）                                        | 夜的第七章 （思达）                                        | 星期音乐会                              | 星期音乐会                              |
| 23:00    | 夜的第七章 （思达）                                        | 夜的第七章 （思达）                                        | 夜的第七章 （思达）                                        | 夜的第七章 （思达）                                        | 夜的第七章 （思达）                                        | 最爱女主播 （周六：果儿；周日：杨小渔） | 最爱女主播 （周六：果儿；周日：杨小渔） |
| 次日0:00 | 夜的第七章 （思达）                                        | 夜的第七章 （思达）                                        | 夜的第七章 （思达）                                        | 夜的第七章 （思达）                                        | 夜的第七章 （思达）                                        | 星期音乐会（复播）                      | 星期音乐会（复播）                      |
| 次日1:00 | 夜的第七章 （思达）                                        | 夜的第七章 （思达）                                        | 夜的第七章 （思达）                                        | 夜的第七章 （思达）                                        | 夜的第七章 （思达）                                        | 星期音乐会（复播）                      | 星期音乐会（复播）                      |

### 线性节目
- 以下节目在周一至五（非节假日）9:00-17:00、19:00-22:00之间及18:00，每20分钟插播以下节目的其中一个或两个：
  - 爱听资讯：即时新闻，逢整点（9:00除外）播出。
  - 音乐气象站：天气预报，逢双数点03分播出。
  - 音乐最新鲜：新歌介绍，逢20分播出。
  - 爱生活：生活资讯及提示，逢双数点40分（16:40除外）播出。
  - 爱财有道：股市资讯，沪市、深市交易日逢9:43、14:23、15:43播出。
  - 公告牌：近期音乐、文化艺术活动宣传，逢9:00及其他单数点03播出。
  - Movie time：电影介绍，逢单数点40分（9:40、19:40除外）播出。
  - 爱旅行：旅行目的地介绍，逢9:40、16:40、19:40播出。

## 相关

### 台歌
- 从开播之日起，907即开始征集台歌。[2]最终于2014年6月底确认台歌以及完成后期编辑工作，并从2014年7月1日开始在每天启播、收播时间以及7:00-次日1:00之间的各个整点报时后播出一次。

### 报时
- 与惠州电台其余频率不同，音乐广播采用明星报时，包括有林俊杰、刘惜君、五月天、赵传以及陈楚生等。2014年7月1日起，报时内容做出了调整。

### 907爱心音乐教室
- 此公益项目于2014年12月12日正式启动，旨在帮助需要的留守儿童、贫困儿童及外来务工人员子女学校建立爱心音乐教室，享受基础音乐教育。具体包括：充分利用社会资源充实音乐基础教育，每季度组织志愿者为孩子上课并培训老师，每年寒暑假带音乐教室的孩子至惠州文化艺术中心观看演出，每年捐赠一间音乐教室。[3]
- 以下为该项目已建成之“爱心音乐教室”列表：

| 年份 | 区/县      | 街/镇/乡 | 学校         |
| ---- | ---------- | -------- | ------------ |
| 2015 | 仲恺高新区 | 潼湖镇   | 红光教学点   |
| 2016 | 博罗县     | 泰美镇   | 泰美中心小学 |